# Ausonia (Automarke)
Ausonia war eine italienische Automarke.

## Unternehmensgeschichte

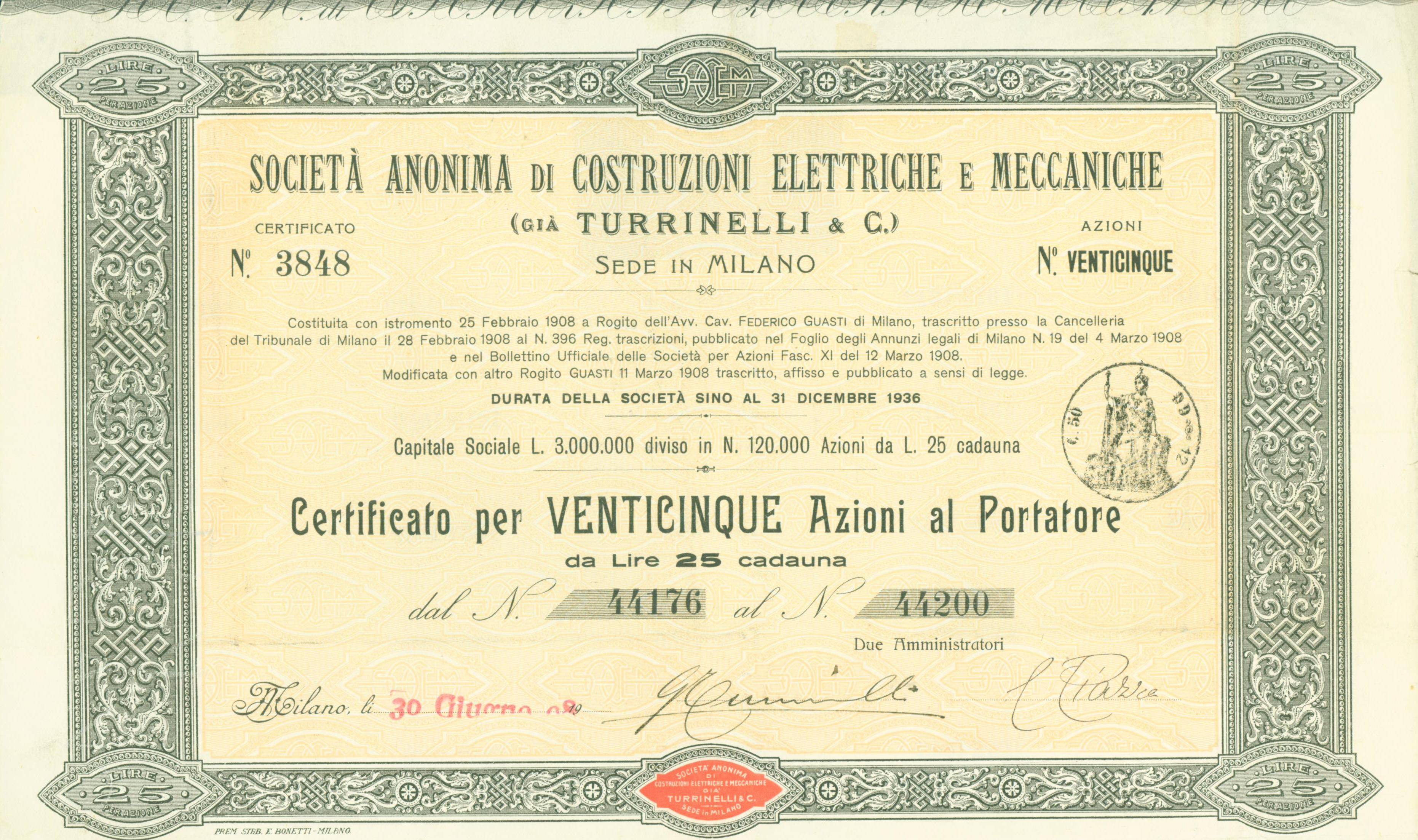
Aktie der Società Anonima di Costruzione Elettriche et Meccaniche vom 30. Juni 1909

Das Unternehmen Camona Giussani Turrinelli aus Mailand ging 1903 aus SIVE hervor. Daraus wurde 1906 Società Anonima Camona Giussani Turrinelli und 1908 Società Anonima di Costruzione Elettriche et Meccaniche, già Turinelli & Co.  Das Unternehmen fertigte Automobile. 1910 endete die Produktion.

## Fahrzeuge
Die Fahrzeuge hatten Elektromotoren. Die ersten Modelle hatten zwei Radnabenmotoren mit jeweils 5 PS Leistung in den Hinterrädern. Im Angebot waren Personenwagen, Lieferwagen und Hotelomnibusse. Die Getriebe hatten vier Gänge. Die bauartbedingte Höchstgeschwindigkeit war mit 24 km/h angegeben und die Reichweite mit 144 km. Spätere Modelle hatten Frontantrieb.